# Colladonus robustus
Colladonus robustus är en insektsart som beskrevs av Nielson 1957. Colladonus robustus ingår i släktet Colladonus och familjen dvärgstritar. Inga underarter finns listade i Catalogue of Life.